# Tiếng Khơ Mú
Tiếng Khơ Mú ([kʰmuʔ]) là ngôn ngữ của người Khơ Mú, chủ yếu ở miền bắc Lào. Nó cũng có mặt ở các vùng lân cận của Việt Nam, Thái Lan và Trung Quốc. Đây là ngôn ngữ đông người nói nhất ngữ chi Khơ Mú, thuộc ngữ hệ Nam Á. Ngữ chi Khơ Mú thường được xem là gần gũi nhất với hai nhánh Palaung và Khasi.

## Phương ngữ

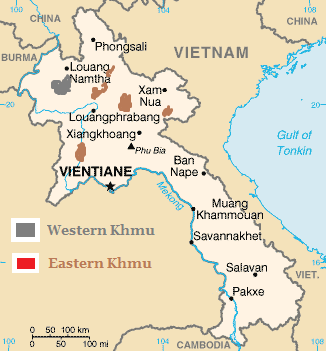
Vị trí gần đúng của phương ngữ Khơ Mú ở Lào

Do tiếng Khơ Mú là một ngôn ngữ thiểu số không có dạng chuẩn, nhiều phương ngữ đã phát triển. Các phương ngữ khác nhau chủ yếu ở số lượng phụ âm, sự tồn tại của âm vực và mức độ bị ảnh hưởng bởi các ngôn ngữ nội địa xung quanh. Phần lớn các phương ngữ có thể thông hiểu lẫn nhau; tuy nhiên, hai người nói hai phương ngữ Khơ Mú xa nhau về địa lý thường gặp khó khăn trong giao tiếp.
Các phương ngữ tiếng Khơ Mú có thể phân chia đại khái ra hai nhóm: Khơ Mú Tây và Khơ Mú Đông.
- Các phương ngữ Khơ Mú Tây có ít âm vị phụ âm hơn, thay vào đó phân biệt về âm vực của âm nguyên âm (như trong các ngôn ngữ Nam Á khác): giữa âm vực hà hơi "lơi" và âm vực bình thường "căng". Trong ít nhất một phương ngữ của Khơ Mú Tây, gọi là Khơ Mú Rook, có thể thấy rõ sự phát triển thanh điệu, gây ra bởi việc hệ thống hai âm vực phát triển thành một hệ thống hai thanh điệu.[5]
- Các phương ngữ Khơ Mú Đông cho thấy xu hướng ngược lại. Hoàn toàn không có sự khác biệt về âm vực hay thanh điệu; thay vào đó, những phương ngữ này phân biệt ba loại âm tắc (hữu thanh, vô thanh, vô thanh bật hơi) và âm mũi (hữu thanh, vô thanh, thanh hầu hoá trước) ở vị trí đầu âm tiết.[6]

### Suwilai Premsrirat (2002)
Suwilai Premsrirat (2002)  ghi nhận các địa điểm và phương ngữ tiếng Khơ Mú sau đây ở Lào, Việt Nam, Trung Quốc và Thái Lan.
- Lào: được nói ở 8 tỉnh phía bắc: Luông Nậm Thà, Oudomxay, Bokeo, Xayaburi, Phongsali, Luông Pha Băng và Xiêng Khoảng, với một vài ngôi làng gần Viêng Chăn. Các phương ngữ bao gồm Khơ Mú Rook, Khơ Mú Lue và Khơ Mú Cuang (còn gọi là Khơ Mú Uu).
- Việt Nam: xã Kim Đa, huyện Tương Dương, thành phố Vinh, tỉnh Nghệ An và cũng có ở các tỉnh Lai Châu, Sơn La, Thanh Hóa.
- Trung Quốc: Làng Pung Soa (nguyên thủy hơn ở chỗ lưu giữ sự phân biệt vô thanh-hữu thanh ở phụ âm âm đầu) và làng Om Kae (có sự phân biệt thanh điệu) ở Tây Song Bản Nạp, Vân Nam
- Thái Lan: nhiều ngôi làng, trong đó là làng đại diện là làng Huay Yen, tiểu khu Wieng, huyện Chiang Khong, tỉnh Chiang Rai (người nói xuất thân từ huyện Pakbeng của Lào, nơi ngôn ngữ được gọi là Khơ Mú Khrong, nghĩa là 'Khơ Mú Mekong'). Cũng có ở tỉnh Nan và tỉnh Lampang.

## Ngữ âm

### Phụ âm
Hệ thống phụ âm tiếng Khơ Mú được thể hiện trong bản dưới. Những âm vị trong ô tô xanh là của riêng những phương ngữ Khơ Mú miền đông. Âm /f/ là kết quả của sự vay mượn từ các ngôn ngữ Thái xung quanh.
|          |                    | Môi | Môi | Chân răng | Chân răng | Vòm | Vòm | Ngạc mềm | Ngạc mềm | Thanh hầu |
| -------- | ------------------ | --- | --- | --------- | --------- | --- | --- | -------- | -------- | --------- |
| Tắc      | Bật hơi            | pʰ  | pʰ  | tʰ        | tʰ        | cʰ  | cʰ  | kʰ       | kʰ       |           |
| Tắc      | Vô thanh           | p   | p   | t         | t         | c   | c   | k        | k        | ʔ         |
| Tắc      | Hữu thanh          |     |     |           |           | ɟ   | ɟ   | ɡ        | ɡ        |           |
| Mũi      | Vô thanh           | m̥   | m̥   | n̥         | n̥         | ɲ̥   | ɲ̥   | ŋ̥        | ŋ̥        |           |
| Mũi      | Hữu thanh          | m   | m   | n         | n         | ɲ   | ɲ   | ŋ        | ŋ        |           |
| Mũi      | tiền thanh hầu hoá | ˀm  | ˀm  | ˀn        | ˀn        | ˀɲ  | ˀɲ  | ˀŋ       | ˀŋ       |           |
| Xát      | Vô thanh           | (f) | (f) | s         | s         |     |     |          |          | h         |
| Tiếp cận | Vô thanh           | w̥*  | w̥*  | l̥         | r̥         | j̊   | j̊   |          |          |           |
| Tiếp cận | Hữu thanh          | w   | w   | l         | r         | j   | j   |          |          |           |
| Tiếp cận | tiền thanh hầu hoá | ˀw  | ˀw  |           |           | ˀj  | ˀj  |          |          |           |

*w̥ chính xác là âm tiếp cận môi-ngạc mềm vô thanh

### Nguyên âm
Hệ thống nguyên âm của tiếng Khơ Mú ít biến thiên, với mọi phương ngữ có 19 nguyên âm đơn và 3 nguyên âm đôi (/iə/, /ɨə/ và /uə/).
|          | Trước | Trước | Giữa | Giữa | Sau | Sau |
| ngắn     | dài   | ngắn  | dài  | ngắn | dài |     |
| -------- | ----- | ----- | ---- | ---- | --- | --- |
| Đóng     | i     | iː    | ɨ    | ɨː   | u   | uː  |
| Nửa đóng | e     | eː    | ə    | əː   | o   | oː  |
| Nửa mở   | ɛ     | ɛː    |      | ʌː   | ɔ   | ɔː  |
| Mở       |       |       | a    | aː   |     |     |

## Ngữ pháp

### Đại từ
| Ngôi     | Số ít                                    | Số đôi     | Số nhiều |
| -------- | ---------------------------------------- | ---------- | -------- |
| Thứ nhất | ໂອະ (òɂ)                                 | ອະ (àɂ)    | ອິ (ìɂ)   |
| Thứ hai  | ແຢະ (jɛ̀ɂ) (nam giới), ປາ (pàː) (nữ giới) | ສວາ (swáː) | ປໍ (pɔ̀ː)  |
| Thứ ba   | ກັຽ (kəː) (nam giới), ນາ (nàː) (nữ giới)  | ສນາ (snáː) | ນໍ (nɔ̀ː)  |

### Cú pháp
Tiếng Khơ Mú chủ yếu sử dụng cấu trúc Chủ ngữ - Vị ngữ - Tân ngữ (SVO) mặc dù cấu trúc Tân ngữ - Chủ ngữ - Vị ngữ (OSV) cũng có thể xảy ra.

## Từ vựng

### Số từ
| Số đếm    | /nɨŋ/    | /sɔ́ːŋ/  | /sáːm/ | /síː/  | /háː/   | /rók/   | /cét/   | /pɛ́t/   | /káw/    | /síp/    |
| Số đếm    | ນຶງ       | ສອງ     | ສາມ    | ສີ      | ຫາ      | ຣົກ      | ເຈຕັ     | ແປດ     | ເກົ້າ      | ສິບ       |
| Số đếm    | 1        | 2       | 3      | 4      | 5       | 6       | 7       | 8       | 9        | 10       |
| Số thứ tự | /mòːj/   | /pà:ː/  | /péʔ/  | /puːl/ | /pɨəŋ/  | /tɔːl/  | /tel/   | /taːm/  | /kaːj/   | /kal/    |
| Số thứ tự | ໂມຢ      | ປາຣ     | ເປະ    | ປູລ     | ເປືອງ    | ຕອລ     | ເຕລ     | ຕາມ     | ກາຍ      | ກັລ       |
| Số thứ tự | Thứ nhất | Thứ hai | Thứ ba | Thứ tư | Thứ năm | Thứ sáu | Thứ bảy | Thứ tám | Thứ chín | Thứ mười |

### So sánh với tiếng Khmer
| Việt      | Khơ Mú        | Khmer          |
| --------- | ------------- | -------------- |
| chó       | ເສາະ ([sɔ́ɂ])  | ឆ្កែ (chhkê)     |
| con       | ກອນ ([kɔ́ːn])  | កូន (kon)       |
| mẹ        | ມະ ([màɂ])    | ម៉ាក់ (măk)       |
| hoa       | ຣາງ ([ràːŋ])  | ផ្កា (phka)      |
| núi       | ມົກ ([mòk])    | ភ្នំ (phnum)     |
| nhìn      | ກເລະ ([klèɂ]) | ឃើញ (kheunh)    |
| kẻ thù    | ສັຕູ ([sa tùː]) | សត្រូវ (sâtrov)  |
| biến mất  | ງັຕ ([ŋát])    | បាត់ (băt)       |
| bắn       | ປິຍ ([píɲ])    | បាញ់ (bănh)      |
| bảy       | ເຈຕັ ([cét])   | ប្រាំពីរ (brămpir) |
| dương vật | ລົກ ([lòk])    | លិង្គ (lĭngk)    |